# Salza (Unstrut)
Die Salza ist ein rechter Zufluss der Unstrut im Unstrut-Hainich-Kreis in Thüringen.

## Verlauf

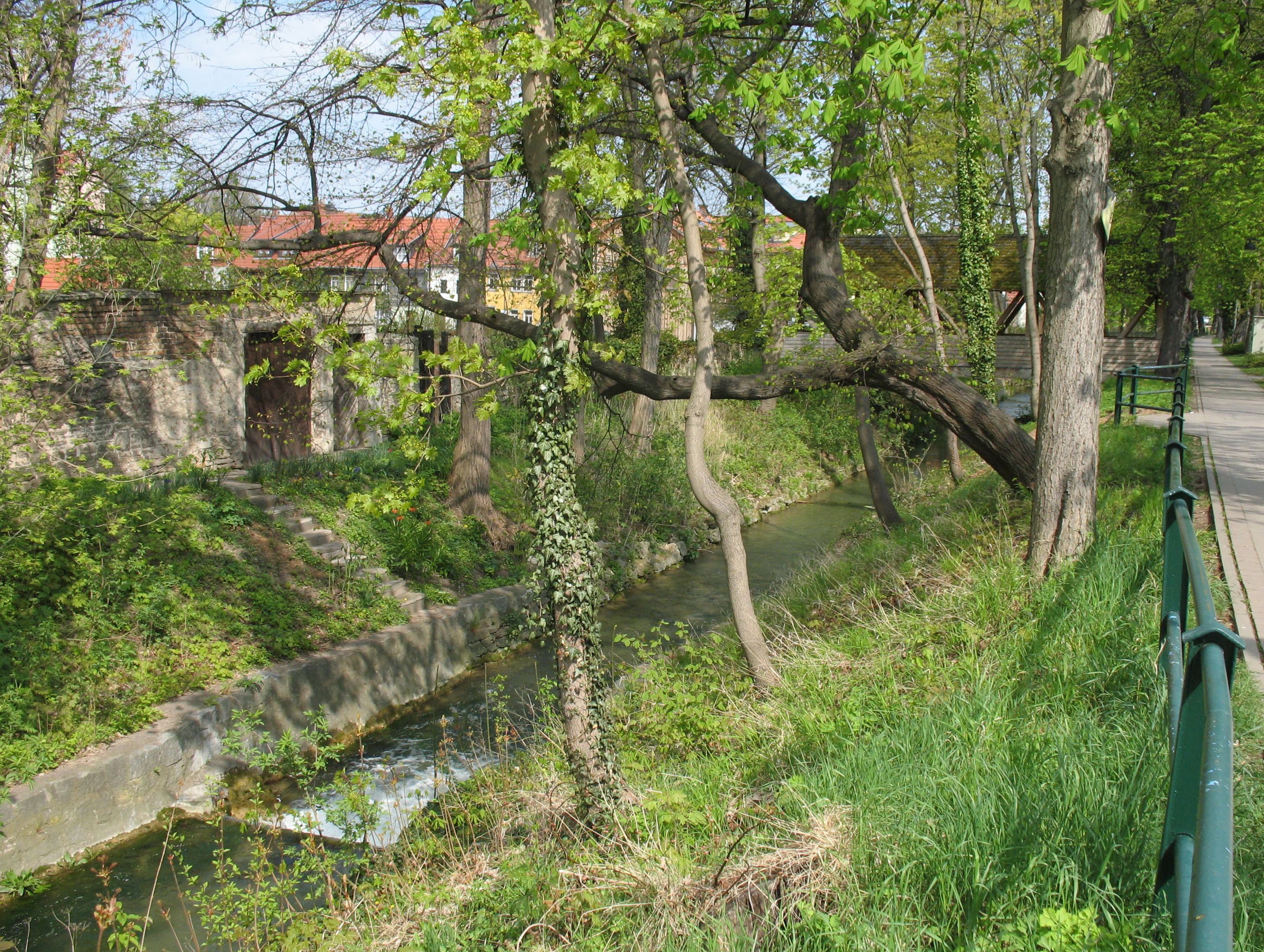
Die Salza in Bad Langensalza

Die Salza entspringt der Großen und Kleinen Golke, zwei Karstquellen südwestlich von Ufhoven. Sie nimmt die Fließrichtung des dort mündenden Zimmerbaches an und fließt durch die Stadt Bad Langensalza. Dort teilt sie sich in zwei Arme auf. Zwei Kilometer östlich der Stadt mündet die Salza an der Kallenbergsmühle in die Unstrut.
Der rechte Arm fließt als Riedsgraben bei Nägelstedt in die Unstrut.

## Zuflüsse
- Zimmerbach (rechts)